# Mueang Krabi (huyện)
Krabi là huyện thủ phủ (Amphoe Mueang) của tỉnh Krabi ở Miền Nam Thái Lan.

## Địa lý
Các huyện giáp ranh (từ phía bắc theo chiều kim đồng hồ) Ao Luek, Khao Phanom và Nuea Khlong. Về phía nam và phía tây giáp vịnh Phang Nga.

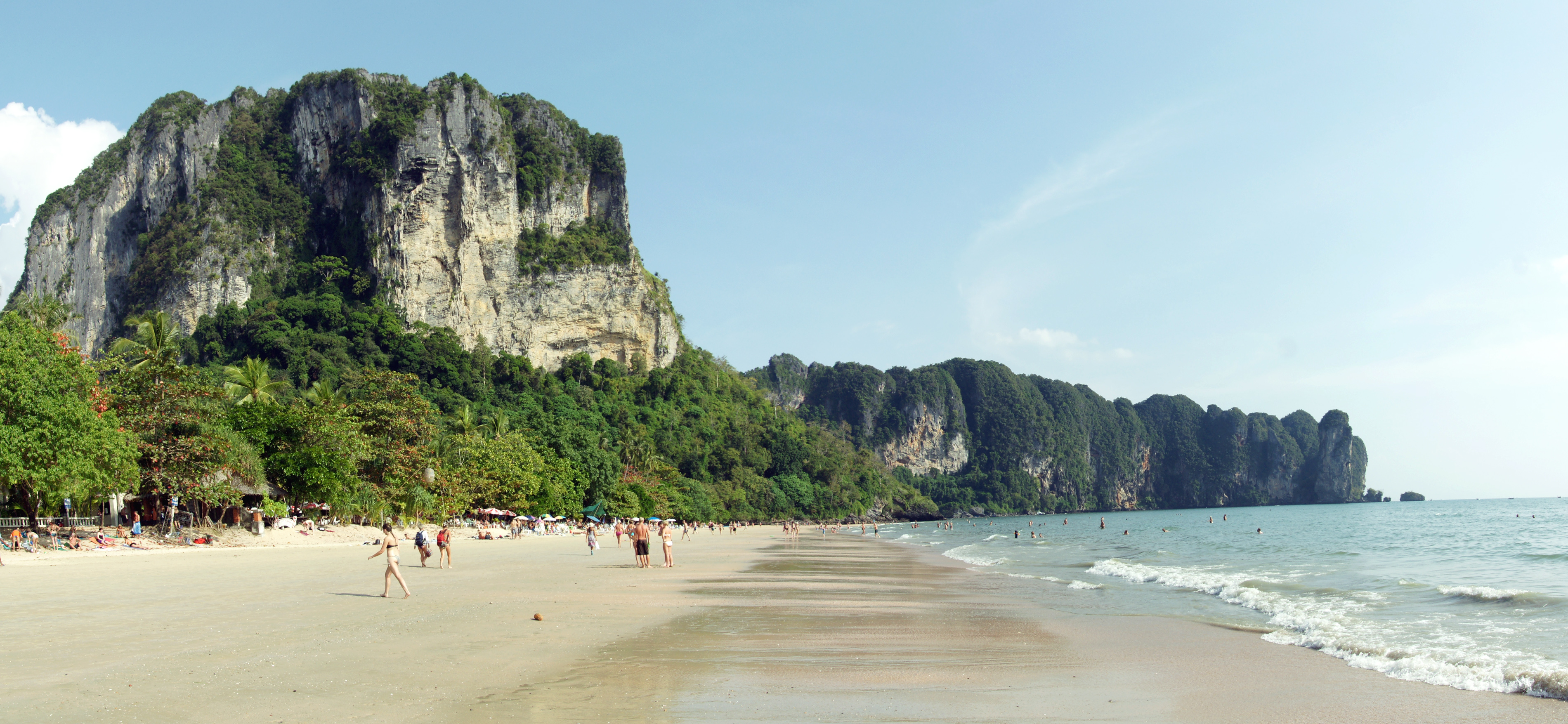
Ao Nang

Quần đảo Ko Phi Phi, Vườn quốc gia Khao Phanom Bencha nằm ở huyện này.

## Hành chính
Huyện này được chia ra thành 10 phó huyện (tambon), các đơn vị này lại được chia thành 66 làng (muban). Krabi là thị xã (thesaban mueang) nằm trên lãnh thổ của tambon Pak Nam và Krabi Yai.
| \| STT. \| Tên \| Tên Thái \| Số làng \| Dân số \| \| \| 1. \| Pak Nam \| ปากน้ำ \| - \| 17294 \| \| \| 2. \| Krabi Yai \| กระบี่ใหญ่ \| - \| 7692 \| \| \| 3. \| Krabi Noi \| กระบี่น้อย \| 13 \| 13726 \| \| \| 5. \| Khao Khram \| เขาคราม \| 6 \| 9249 \| \| \| 6. \| Khao Thong \| เขาทอง \| 6 \| 5774 \| \| \| 11. \| Thap Prik \| ทับปริก \| 8 \| 7962 \| \| \| 15. \| Sai Thai \| ไสไทย \| 7 \| 10851 \| \| \| 16. \| [[Ao Nang \| อ่าวนาง \| 8 \| 7898 \| \| \| 17. \| Nong Thale \| หนองทะเล \| 7 \| 8647 \| \| \| 18. \| Khlong Prasong \| คลองประสงค์ \| 11 \| 4670 \| \| | Map of Tambon  |            |         |        |  |
| STT. | Tên            | Tên Thái   | Số làng | Dân số |  |
| 1. | Pak Nam        | ปากน้ำ      | -       | 17294  |  |
| 2. | Krabi Yai      | กระบี่ใหญ่    | -       | 7692   |  |
| 3. | Krabi Noi      | กระบี่น้อย    | 13      | 13726  |  |
| 5. | Khao Khram     | เขาคราม    | 6       | 9249   |  |
| 6. | Khao Thong     | เขาทอง     | 6       | 5774   |  |
| 11. | Thap Prik      | ทับปริก      | 8       | 7962   |  |
| 15. | Sai Thai       | ไสไทย      | 7       | 10851  |  |
| 16. | [[Ao Nang      | อ่าวนาง     | 8       | 7898   |  |
| 17. | Nong Thale     | หนองทะเล   | 7       | 8647   |  |
| 18. | Khlong Prasong | คลองประสงค์ | 11      | 4670   |  |

Con số gián đoạn không có trong bảng nàys 4, 7-10 và 12-14 đã được tách ra lập huyện Nuea Khlong